# 38. National Hockey League All-Star Game
Das 38. National Hockey League All-Star Game wurde am 4. Februar 1986 in Hartford ausgetragen. Das Spiel fand im Hartford Civic Center, der Spielstätte des Gastgebers Hartford Whalers statt. Die All-Stars der Prince of Wales Conference schlugen die der Campbell Conference knapp mit 4:3 in der Overtime. Das Spiel sahen 15.126 Zuschauer. Grant Fuhr von den Edmonton Oilers wurde zum MVP gekürt.

## Mannschaften
| #           | Land               | Spieler            | Pos.               | Team                |
| Torhüter    |                    |                    |                    |                     |
| 33          | Kanada             | Mario Gosselin     | Mario Gosselin     | Québec Nordiques    |
| 35          | Kanada             | Bob Froese         | Bob Froese         | Philadelphia Flyers |
| Verteidiger |                    |                    |                    |                     |
| 2           | Vereinigte Staaten | Mark Howe          | Mark Howe          | Philadelphia Flyers |
| 5           | Vereinigte Staaten | Rod Langway        | Rod Langway        | Washington Capitals |
| 6           | Vereinigte Staaten | Mike Ramsey        | Mike Ramsey        | Buffalo Sabres      |
| 7           | Kanada             | Ray Bourque        | Ray Bourque        | Boston Bruins       |
| 19          | Kanada             | Larry Robinson     | Larry Robinson     | Montréal Canadiens  |
| 29          | Finnland           | Reijo Ruotsalainen | Reijo Ruotsalainen | New York Rangers    |
| Angreifer   |                    |                    |                    |                     |
| 9           | Kanada             | Kirk Muller        | C                  | New Jersey Devils   |
| 11          | Kanada             | Mike Gartner       | RW                 | Washington Capitals |
| 12          | Kanada             | Tim Kerr           | C                  | Philadelphia Flyers |
| 15          | Kanada             | Sylvain Turgeon    | LW                 | Hartford Whalers    |
| 16          | Kanada             | Michel Goulet      | LW                 | Québec Nordiques    |
| 18          | Kanada             | Bryan Trottier     | C                  | New York Islanders  |
| 20          | Kanada             | Dave Poulin        | C                  | Philadelphia Flyers |
| 22          | Kanada             | Mike Bossy         | RW                 | New York Islanders  |
| 25          | Tschechoslowakei   | Peter Šťastný      | C                  | Québec Nordiques    |
| 26          | Kanada             | Brian Propp        | LW                 | Montréal Canadiens  |
| 27          | Schweden           | Mats Näslund       | LW                 | Montréal Canadiens  |
| 66          | Kanada             | Mario Lemieux      | C                  | Pittsburgh Penguins |

| #           | Land               | Spieler        | Pos.        | Team                  |
| Torhüter    |                    |                |             |                       |
| 31          | Kanada             | Grant Fuhr     | Grant Fuhr  | Edmonton Oilers       |
| 35          | Kanada             | Andy Moog      | Andy Moog   | Edmonton Oilers       |
| Verteidiger |                    |                |             |                       |
| 2           | Vereinigte Staaten | Lee Fogolin    | Lee Fogolin | Edmonton Oilers       |
| 4           | Kanada             | Kevin Lowe     | Kevin Lowe  | Edmonton Oilers       |
| 5           | Kanada             | Rob Ramage     | Rob Ramage  | St. Louis Blues       |
| 7           | Kanada             | Paul Coffey    | Paul Coffey | Edmonton Oilers       |
| 21          | Vereinigte Staaten | Gary Suter     | Gary Suter  | Calgary Flames        |
| 24          | Kanada             | Doug Wilson    | Doug Wilson | Chicago Black Hawks   |
| Angreifer   |                    |                |             |                       |
| 9           | Kanada             | Glenn Anderson | LW          | Edmonton Oilers       |
| 10          | Kanada             | Dale Hawerchuk | C           | Winnipeg Jets         |
| 11          | Kanada             | Mark Messier   | LW          | Edmonton Oilers       |
| 12          | Vereinigte Staaten | Neal Broten    | C           | Minnesota North Stars |
| 14          | Kanada             | Tony Tanti     | RW          | Vancouver Canucks     |
| 15          | Kanada             | Wendel Clark   | LW          | Toronto Maple Leafs   |
| 17          | Finnland           | Jari Kurri     | RW          | Edmonton Oilers       |
| 18          | Kanada             | Dave Taylor    | RW          | Los Angeles Kings     |
| 19          | Kanada             | Denis Savard   | C           | Chicago Black Hawks   |
| 20          | Kanada             | Mark Hunter    | RW          | St. Louis Blues       |
| 25          | Kanada             | John Ogrodnick | LW          | Detroit Red Wings     |
| 99          | Kanada             | Wayne Gretzky  | C           | Edmonton Oilers       |

## Spielverlauf

### Wales Conference All-Stars 4 – 3 (OT) Campbell Conference All-Stars
All Star Game MVP: Grant Fuhr
| Team       | Zeit  | Stand | Torschütze     | Vorlagengeber  | Vorlagengeber   |
| 2. Drittel |       |       |                |                |                 |
|            | 27:56 | 0–1   | Tony Tanti     |                |                 |
|            | 37:56 | 1–1   | Brian Propp    | Mats Näslund   | Ray Bourque     |
| 3. Drittel |       |       |                |                |                 |
|            | 44:45 | 2–1   | Peter Šťastný  | Larry Robinson | Sylvain Turgeon |
|            | 57:09 | 2–2   | Wayne Gretzky  | Paul Coffey    | Denis Savard    |
|            | 57:38 | 3–2   | Brian Propp    | Larry Robinson |                 |
|            | 59:18 | 3–3   | Dale Hawerchuk | Denis Savard   | Paul Coffey     |
| Overtime   |       |       |                |                |                 |
|            | 63:05 | 4–3   | Bryan Trottier | Mike Bossy     |                 |

Schiedsrichter: Ron Wicks 

Linienrichter: John D’Amico, Gord Broseker 

Zuschauer: 15.126